# 萨巴，你从海洋中崛起
《萨巴，你从海洋中崛起》（英語：Saba, you rise from the ocean）是加勒比海岛屿萨巴的地区歌曲。萨巴是荷兰的一个特别市。1960年，道明会修女克里斯蒂娜·玛丽亚·约里森创作这首歌。1985年12月6日，萨巴岛屿委员会确认这首歌为萨巴的地区歌曲；2010年10月10日，正式批准。